# Мус, Кэролин
Кэролин Мус (англ. Carolyn Moos; род. 23 мая 1978 года в Миннеаполисе, Миннесота) — американская модель и профессиональная баскетболистка. Выступала за юниорскую национальную сборную США, а позднее в Женской национальной баскетбольной ассоциации за клуб «Майами Сол». Мус получила степень магистра в университете Южной Калифорнии. Работает консультантом по правильному питанию, персональным тренером, преподаёт йогу.

## Выступление за университет
Мус посещала Стэнфордский университет, где получила степень бакалавра в социологии и коммуникации. Во время обучения она выступала за женскую баскетбольную команду университета. На третьем году обучения она в среднем набирала по 12,4 очка за игру и делала 5,5 подбора и была включена в сборную всех звёзд конференции Pac 10. На четвёртом году обучения она в среднем за игру набирала 8,5 очка и делала 4,5 подбора и по завершении университета была на 23-м месте в списке самых результативных игроков Стэнфорда (944 очка) и на 20-м месте по количеству подборов (497). За время выступления она также сделала 110 блок-шотов и по этому показателю занимает 10-е место в истории конференции Pacific-10.

## Профессиональная карьера
В 2001 году в возрасте 22 лёт Мус была выбрана на драфте ВНБА под 53 общим номером в 4 раунде клубом «Финикс Меркури». Позже, в 2001 году она выступала во французском чемпионате по баскетболу. В 2002 году выступала за клуб «Майами Сол».

## Личная жизнь
В течение 8 лет встречалась в баскетболистом Джейсоном Коллинзом, их свадьба, намеченная на 2009 год, была отменена по инициативе жениха. В 2013 году Коллинз заявил, что является гомосексуалом. Мус узнала о решении Коллинза совершить каминг-аут лишь за несколько дней до выхода статьи с заявлением баскетболиста, и была удивлена этой новости.